# Фриз, Ирина Васильевна
Ирина Васильевна Фриз (укр. Ірина Василівна Фріз; 25 сентября 1974, Евпатория, Крымская область УССР, СССР) — украинский политический деятель, бывший пресс-секретарь Петра Порошенко. Народный депутат Украины VIII и IX созывов.
Министр Украины по делам ветеранов в правительстве Владимира Гройсмана (2018—2019).

## Биография
С октября 1988 по ноябрь 1996 года — продавец, товаровед кооператива «Рапана» в городе Евпатория. С ноября 1996 по июнь 1997 года — консультант, директор антикварного магазина ООО «Амида-2». С июня 1997 по ноябрь 2001 — искусствовед современного христианского искусства Крымского Республиканского Фонда «Искусство во имя Христа».
С декабря 2001 по октябрь 2002 — специалист по связям с общественностью Украинской ассоциации импортеров и экспортеров в городе Киев. Октябрь 2002 — апрель 2003 — заместитель директора предприятия «Информационный сервис».
В 2003 году окончила с красным дипломом факультет теории и истории искусства Национальной академии изобразительного искусства и архитектуры.
С мая 2003 по март 2005 года — помощник народного депутата Украины Петра Порошенко (на общественных началах). С марта 2005 по август 2006 — помощник секретаря Совета национальной безопасности и обороны Украины и заведующий пресс-сектора службы секретаря Совета национальной безопасности и обороны Украины.
С августа 2006 по июнь 2007 года — помощник-консультант народного депутата Украины Аппарата Верховной Рады Украины. Июнь 2007 — май 2008 года — работа на общественных началах.
С мая 2008 по январь 2013 года — ведущий специалист аппарата совета Национального банка Украины. Январь — сентябрь 2013 — работа на общественных началах (Революція Гідності)[уточнить].
С сентября 2013 по июнь 2014 года — пресс-секретарь ООО «Интерстарч Украины». В ходе президентских выборов 2014 года возглавляла информационный департамент избирательного штаба Петра Порошенко.
В июне — августе 2014 года — руководитель Главного управления общественных коммуникаций и информации Администрации Президента Украины. С августа по декабрь 2014 года была руководителем Главного департамента информационной политики Администрации Президента Украины.
Участвовала в парламентских выборах 26 октября 2014 года в партийном списке партии «Блок Петра Порошенко», в котором заняла 30 место. По итогам голосования стала народным депутатом.
В Верховной Раде VIII созыва стала председателем подкомитета по вопросам безопасности государственных информационных систем Комитета Верховной Рады Украины по вопросам национальной безопасности и обороны. Помимо этого — член постоянной делегации в парламентской ассамблее ГУАМ, заместитель члена постоянной делегации в парламентской ассамблее Организации по безопасности и сотрудничеству в Европе. Член группы по межпарламентским связям с ФРГ, Италией, Великобританией, КНР, Францией и США. Также является координатором рабочей группы Украина — НАТО.
Автор законопроекта, которым российские журналисты лишаются аккредитации в органах государственной власти Украины. Участник рабочей группы Администрации Президента Украины по формированию Сил специальных Операций. Инициатор закона о запрете использования мобильной связи в зоне боевых действий в связи с рисками перехвата и наведения вражеского огня по излучению телефонов.
На местных выборах в октябре 2015 года вместе с депутатом от «Народного фронта» Викторией Сюмар занималась медийной кампанией партии «Блок Петра Порошенко».
1 ноября 2018 года были введены российские санкции против 322 граждан Украины, включая Ирину Фриз.
В рамках досрочных парламентских выборов 2019 года стала нардепом от партии «Европейская солидарность» (13 место в партийном списке). На местных выборах 2020 года курировала избирательную кампанию «Европейской солидарности» в Харьковской области.

## Семья
Муж Анатолий — директор консалтинговой компании. Есть сыновья: Марк и Эрик.

## Рейтинги
Заняла 28 позицию в рейтинге «100 самых влиятельных женщин Украины 2014 года», составленном журналом «Фокус», и сороковую позицию этого рейтинга в 2017 году.